# Slagalica strave (2003.)
Slagalica strave (eng. Saw) je devetipolminutni kratki film kojeg su napravili James Wan i Leigh Whannell. On je nastao iz jedne scene koja je bila u scenariju filma Slagalica strave iz 2004. Film je izvorno korišten kako bi scenarij filma ponudio producentima i glumcima.
Ovaj kratki film je postao scena u dugometražnom filmu Slagalica strave, u kojem je Davida zamijenila Shawnee Smith u ulozi Amande Young, čiji je test bio izbjeći posljedice Obrnute zamke za medvjede. 
Kratki film se može pogledati na drugom DVD disku izdanja Slagalica strave: Necenzurirana verzija (eng. Saw: Uncut Edition). 

## Radnja
Na početku filma vidimo momka koji se zove David (Leigh Whannell) kako priča s policajcem u sobi za ispitivanje. David je u lisicama, a na licu i majici ima krvi. David puši cigaretu. On policajcu kaže da je uredno zavšrio svoj posao u bolnici, te da je na putu kući onesviješten, a kada se probudio, bio je u velikoj sobi. U sobi, David je zavezan za stolicu, a za njegove čeljusti je pričvršćen metalni uređaj. 
S njegove lijeve strane je televizija, na kojoj počne snimka. Na ekranu se pojavi zaštrašujuća lutka zvana Billy, koja Davidu objasni da je uređaj na njegovoj glavi "obrnuta zamka za medvjede", te da će, ako je ne otključa i skine na vrijeme, velikom silom razdvojiti njegovu gornju i donju čeljust i tako ga ubiti. Billy Davidu kaže da je jedini ključ za njegov spas u trbuhu njegovog pokojnog zatvorskog kolege. 
David se uspije ustati sa stolice, no time pokrene štopericu koja mjeri vrijeme do aktivacije zamke. Gledajući oko sebe, nađe tijelo koje je Billy spomenuo, no uviđa da je ono živo, no da je osoba paralizirana. David paničari, no s nožem koji je stajao do tijela raspori njegov trbuh i nađe ključ. Uspije otključati zamku tik prije isteka vremena. Kada je on skine, ona se na podu aktivira. David je spasio svoj život. 
David počne vrištati i jecati od jada. No, tada u prostoriju ulazi Billy na triciklu. Billy čestita Davidu na obavljenom zadatku i kaže mu da više nije nezahvalan što je živ. 
Film završava tako da policajac upita Davida: "Jesi li zahvalan, David ?"
To pitanje kod Davida ponovo uzrokuje slom. Na odjavnoj špici se može čuti snimka "Hello Zepp".

## Vanjske poveznice
- Slagalica strave u internetskoj bazi filmova IMDb-a
- Film na YouTubeu
- Official World of Saw  Arhivirana inačica izvorne stranice od 11. listopada 2007. (Wayback Machine) at UGO